# Patrick Dwyer (lekkoatleta)
Patrick Dwyer (ur. 3 listopada 1977 w Wagga Wagga) – australijski lekkoatleta (sprinter), wicemistrz olimpijski z 2004.
Specjalizował się w biegu na 400 metrów. Zajął 6. miejsce w sztafecie 4 × 400 metrów na uniwersjadzie w 1997 w Katanii. Na Igrzyskach Wspólnoty Narodów w 1998 w Kuala Lumpur zajął 5. miejsce w sztafecie 4 × 400 metrów oraz odpadł w półfinale biegu na 400 metrów. Australijska sztafeta 4 × 400 metrów w składzie: Dwyer, Brad Jamieson, Scott Thom i Mark Moresi odpadła w eliminacjach na mistrzostwach świata w 1999 w Sewilli.
Na igrzyskach olimpijskich w 2000 w Sydney Dwyer odpadł w półfinale biegu na 400 metrów, a sztafeta Australii 4 × 400 metrów w składzie: Jamieson, Blair Young, Dwyer i Michael Hazel zajęła w finale 7. miejsce. Sztafeta ta z udziałem Dwyera ponownie zajęła 5. miejsce na Igrzyskach Wspólnoty Narodów w 2002 w Manchesterze.
Zdobył srebrny medal w sztafecie 4 × 400 metrów, która biegła w składzie: John Steffensen, Mark Ormrod, Dwyer i Clinton Hill na igrzyskach olimpijskich w 2004 w Atenach.
Dwyer był mistrzem Australii w biegu na 400 metrów w 2000 i wicemistrzem w 1998.
Rekordy życiowe Dwyera:
| Konkurencja        | Data i miejsce          | Wynik |
| ------------------ | ----------------------- | ----- |
| bieg na 200 metrów | 20 grudnia 1997, Sydney | 20,60 |
| bieg na 400 metrów | 24 marca 2000, Pretoria | 44,73 |